# 重返流氓高校2
《重返流氓高校2》（英語：Return to Return to Nuke 'Em High AKA Volume 2）是一部2017年美國科幻喜劇恐怖片，由勞埃德·考夫曼執導，特羅馬娛樂製作。本片為《流氓太保》系列電影的第五部作品，2013年電影《重返流氓高校》的續集；劇情接續前集，邪惡的特羅摩根食品集團（Tromorganic Foodstuffs Conglomerate）的危害遍及全世界，一對女同性戀情侶試圖對抗這股邪惡勢力。
《重返流氓高校2》2017年5月24日在第70屆坎城影展舉行全球首映，2018年3月8日在加利福尼亚州比佛利山的阿利亞美術劇院（Ahrya Fine Arts Theatre）作美國首映。本片在坎城影展放映時發生了爭議；特羅馬的員工在宣傳電影時，遭受影展人員及警察的毆打。

## 劇情
在特羅馬市高中（Tromaville High School），沖澡的蘿倫發現下體濺射出足以融化他人的變異液體，腹部甚至變得腫脹，最後產下一名怪物嬰兒「特麗」。克莉西被叫去校長室，韋斯特利校長以她與蘿倫相吻的影片予以威脅（由胖同學薩克拍下），要她在24小時內刪除危害學校名譽的博客。克莉西發現蘿倫的情況，蘿倫推測怪物嬰兒是自己被「克雷丁幫」（The Cretins）用鴨子凱文強暴的產物。
克莉西和蘿倫惡整了出賣自己的薩克，讓對方在學校裸奔。憤怒的薩克揚言復仇並成功加入了克雷丁幫。與此同時，鴨子凱文被特羅摩根的員工扔入變異液體桶中而產生突變。克莉西從化學老師那得知自己的父親是《流氓太保》（1986年）的華倫，華倫則將自己更名為「李·哈維·赫茲考夫」，開始對自己進行人體實驗，並透過眾籌成立了特羅摩根食品集團（Tromorganic Foodstuffs Conglomerate）。華倫的女友克莉西產下了一隻變異幼蟲，幼蟲被比阿姨收養並扶養成女同性戀——即現在的克莉西。特羅摩根食品集團捉了幾名學生，正採集他們放的屁，認定聞屁能預防所有疾病，加上吃下新式墨西哥薄餅的高中生所放的屁足以逆轉老化，赫茲考夫打算納為已用。與此同時，全世界的人們因吃下特羅摩根的墨西哥薄餅產生身體不適而陷入恐慌，變異的許多人成為了克雷丁幫。
克莉西和蘿倫透過媒體採訪證實博客上的一切都是真的，導致韋斯特利校長在總統的施壓下派出克雷丁幫和已入幫的薩克，捉走了蘿倫。克雷丁幫入侵並佔領了學校，導致校園一片混亂；赫茲考夫因屁的儲備已匱乏也來到學校，但最終變異成一頭怪物，在校內展開大屠殺。克雷丁幫制伏克莉西和蘿倫等人時，變異成人形的凱文現身殺死了薩克。克雷丁幫用一顆手榴彈殺死了同學斯萊特，並帶著特麗逃跑，凱文追了上去；克莉西則與變成怪物的父親相見，但怪物仍打算殺人，蘿倫啟動了一把雷射槍，但電漿射偏，導致殺死了遠在宇宙盡頭的上帝。
殺光克雷丁幫的凱文也打不過赫茲考夫，克莉西、蘿倫、化學老師和比阿姨合力發射雷射槍，成功殺死了赫茲考夫，但赫茲考夫原地爆炸，導致整間學校被炸毀。克莉西和蘿倫等人倖存歡呼，凱文則救出了蘿倫的嬰兒特麗，克莉西和蘿倫相吻。凱文離去並逮住企圖駕車逃跑的韋斯特利校長，他們一起將車輛開進海中、撞上遊艇同歸於盡。最後，克莉西和蘿倫結了婚。

## 演員
- 阿斯塔·帕雷德斯（Asta Paredes）飾演克莉西·戈德堡（Chrissy Goldberg）
- 凱薩琳·柯爾蔻蘭（Catherine Corcoran）飾演蘿倫（Lauren）
- 克萊·馮·卡洛維茨（Clay von Carlowitz）飾演尤金（Eugene）
- 薩克·阿米科（Zac Amico）飾演薩克（Zac）
- 斯特凡·德齊爾（Stefan Dezil）飾演斯萊特（Slater）
- 加布里埃拉·福爾（Gabriela Fuhr）飾演凱莉（Kelly）
- 維托·特里戈（Vito Trigo）飾演李奧納多（Leonardo）
- 勞埃德·考夫曼飾演李·哈維·赫茲考夫（Lee Harvey Herzkauf）
- 巴貝特·重磅炸彈（Babette Bombshell）飾演韋斯特利校長（Principal Westly）
- 塔拉·E·米勒（Tara E. Miller）飾演瑞秋·魯伊希（Rachel Ruysch）
- 馬克·昆尼特（Mark Quinnette）飾演米開朗基羅（Michelangelo）
- 馬克·貝茲（Mark Baez）飾演多納泰羅（Donatello）
- 吉姆·謝潑德（Jim Sheppard）飾演拉斐爾（Raphael）
- 津野勵木（Reiki Tsuno）飾演林布蘭（Rembrandt）
- 喬許·波特（Josh Potter）飾演鴨怪凱文／喬克（Kevin the Duck Monster / Jock）
- 亞當·P·墨菲（Adam P. Murphy）飾演奇普斯先生（Mr. Chips）
- 布蘭達·李凱爾特（Brenda Rickert）飾演比阿姨（Aunt Bee）
- 萊米飾演他自己（總統）
- 羅恩·傑里米飾演上帝
- 羅恩·麥凱（Ron Mackay）飾演桑達斯基教練（Coach Sandusky）
- 黛比·羅尚飾演科特教練（Coach Kotter）
- 莫妮卡·杜普里飾演淋浴女孩
- 麥可·J·愛潑斯坦（Michael J. Epstein）飾演赫茲考夫怪物（Herzkauf Monster）
- 娜迪亞·懷特（Nadia White）飾演淋浴女孩
- 史丹·李[a]飾演旁白
- 喬·弗萊沙克（英语：Joe Fleishaker）飾演六個月後的蘿倫（片尾客串）
- 梅格·卡里羅（Meg Carriero）飾演亞洲女學生
- 崔維斯·坎貝爾（Travis Campbell）飾演他自己
- 派翠西亞·史溫尼（Patricia Kaufman）飾演她自己
- 貝莉·潔（未掛名客串）

## 備註
1. ↑  掛名為彼得·帕克。

## 外部連結
- 互联网电影数据库（IMDb）上《重返流氓高校2》的资料（英文）
- 爛番茄上《重返流氓高校2》的資料（英文）